# Firma en el radar
La firma en el radar, firma radárica o más conocido como firma radar, es la estela que va dejando un objeto, ya sea un buque, una aeronave o cualquier otro aparato susceptible de ser detectado, en un radar. Cuanta mayor sea la firma más fácilmente detectable será el objeto y menor capacidad de confusión con otro objeto generará.
En este sentido, se ha anunciado que los portaaviones de nueva generación encargados y disponibles en una década reduzcan la firma radárica a sólo un 5% de los actuales portaaviones clase Nimitz.